# مسعود دريس
مسعود رضوان دريس (مواليد 13 سبتمبر 2001 بوهران) هو لاعب جودو جزائري. حاز على الميدالية الذهبية خلال البطولة الإفريقية للجيدو لعام 2022.
مثّل الجزائر في ألعاب البحر الأبيض المتوسط 2022 في وهران، وحقق الميدالية الذهبية في الألعاب فئة وزن 73 كغ.

## وهران 2022
| الرياضيّ           | الحدث                              | دور الـ32     | دور الـ16                         | ربع النهائي                  | نصف النهائي                    | الترضية       | النهائي / م.ب.                    | النهائي / م.ب. |
| الرياضيّ           | الحدث                              | الخصم النتيجة | الخصم النتيجة                     | الخصم النتيجة                | الخصم النتيجة                  | الخصم النتيجة | الخصم النتيجة                     | الترتيب        |
| ----------------- | ---------------------------------- | ------------- | --------------------------------- | ---------------------------- | ------------------------------ | ------------- | --------------------------------- | -------------- |
| مسعود رضوان إدريس | الجودو – – رجال 73 كغ [الإنجليزية] | —             | Indrit Çullhaj (ألبانيا) · ف 11–0 | Hasan Bayan (سوريا) · ف 10–0 | Akil Gjakova (كوسوفو) · ف 10–0 |               | Hassan Doukkali (المغرب) · ف 10–1 | ذهبية          |

## روابط خارجية
- مسعود رضوان دريس على موقع الفيدرالية الدولية للجودو (الإنجليزية)
- مسعود رضوان دريس على موقع JudoInside.com (الإنجليزية)
- مسعود رضوان دريس على موقع AllJudo.net (الفرنسية)
- مسعود رضوان دريس على موقع اللجنة الأولمبية الدولية (الإنجليزية)